# Amar y vivir (película)
Amar y vivir es una película colombiana estrenada en 1990, dirigida por Carlos Duplat y protagonizada por María Fernanda Martínez, Luis Eduardo Motoa, Patricia Grisales, Adriana Herrán, Edgardo Román y Álvaro Rodríguez. Está basada en la exitosa telenovela del mismo nombre, producida por Colombiana de Televisión entre 1988 y 1989, también dirigida por Duplat.

## Sinopsis
Una pareja busca el éxito en una gran ciudad. Irene se convierte en una exitosa y reconocida cantante, pero Joaquín no corre con la misma suerte y termina recalando en una organización criminal, donde empieza a escalar posiciones. Debido a los negocios turbios de Joaquín, la hija de la pareja es secuestrada, llevándolos a un turbio desenlace.

## Reparto
- María Fernanda Martínez es Irene
- Luis Eduardo Motoa es Joaquín
- Edgardo Román es Delio Morales
- Patricia Grisales es Otilia
- Álvaro Rodríguez es El Padrino
- Lucy Martínez
- Helios Fernández
- Waldo Urrego es Cuellar
- Horacio Tavera es Chacho
- Adriana Herrán es Laura Villamizar
- Jorge Herrera
- Jaime Barbini es Raúl del Mar
- Adelaida Otálora es María Francisca Herrera (hermana de Joaquín)
- Germán Escallón
- Holtzman Núñez